# Embalse de Béznar
El embalse de Béznar es una presa situada en la parte centro-sur de la provincia de Granada (Andalucía, España). Se encuentra sobre el río Ízbor, afluente principal del Guadalfeo, en la comarca del Valle de Lecrín, a orillas de la población de Béznar. Es titularidad de la Junta de Andalucía, perteneciendo a la Demarcación de las Cuencas Mediterráneas Andaluzas. 
La presa fue construida para mejorar el riego de los agricultores de la Costa Granadina, de abastecer de agua a las poblaciones cercanas, proteger de posibles inundaciones y garantizar, junto al embalse de Rules, el caudal de agua a la central hidroeléctrica de Ízbor de Endesa, en Vélez de Benaudalla.
Su cuenca tiene una superficie de 352 km², con una precipitación anual de 433 mm y una aportación anual de 53 hm³.

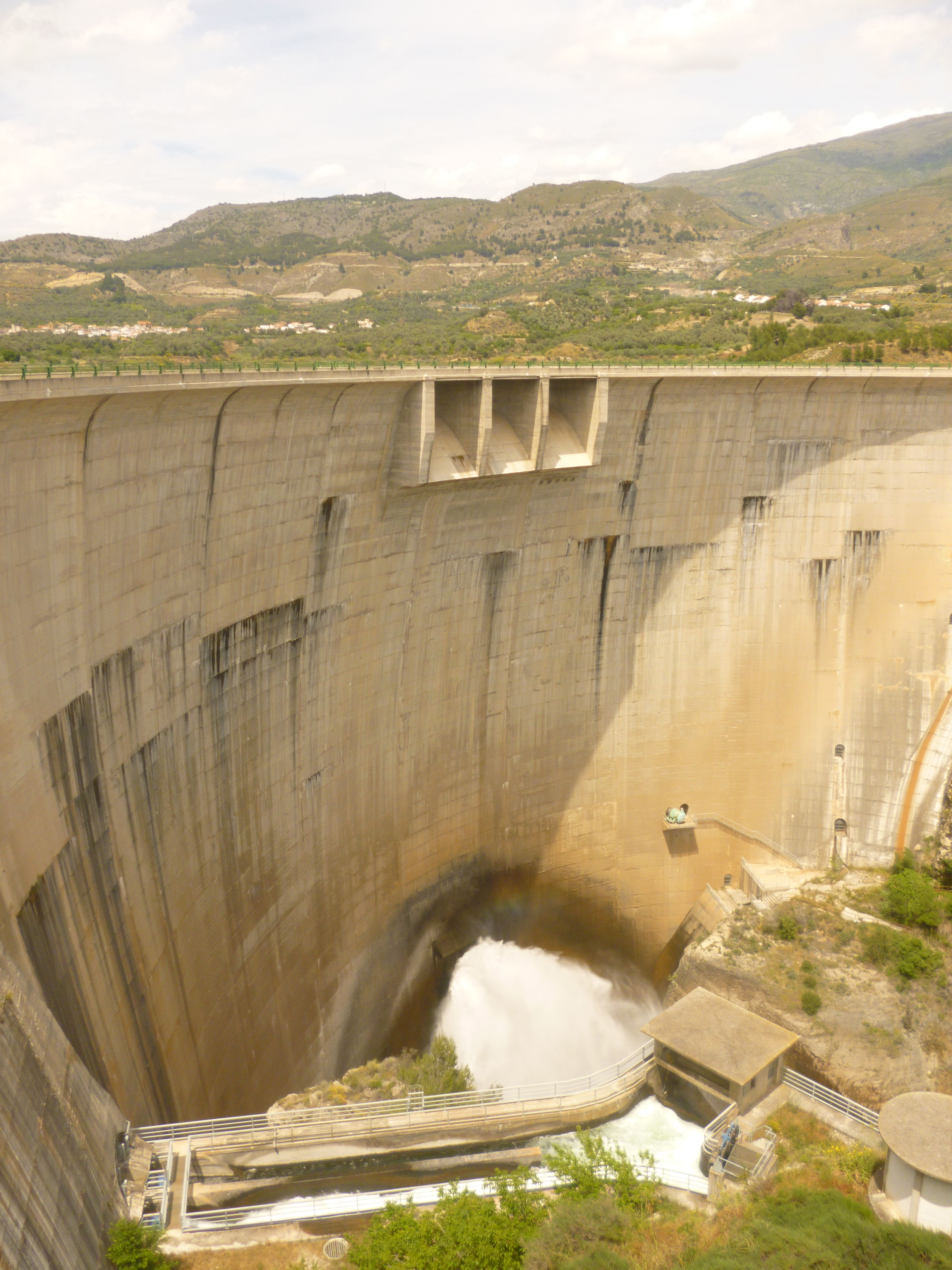
El embalse de Béznar.

## Historia
Se creó en 1935, tomando el agua de un azud que se inundó con la construcción del embalse.
Las obras de la presa se contrataron en diciembre de 1977 y se finalizó entre 1985 y 1986. La construcción es una bóveda de doble curvatura, con 110 m de altura sobre el cauce del río o 134 m sobre los cimientos, su longitud de coronación es de 408 m. Está diseñada en planta, con arcos circulares de tres centros y, en alzado, con ménsulas curvadas. Las galerías se construyen cada 20 m. Cuenta con varias salidas de agua, un aliviadero, un desagüe intermedio que deriva agua para la central, y desagüe de fondo con un caudal máximo de 44 m³/seg.
El 24 de junio de 1984, tuvo lugar un sismo con epicentro en la provincia. Cuatro acelerógrafos interconectados del Instituto Geográfico Nacional permitieron por primera vez en una presa de España registrar la aceleración sísmica para la auscultación o vigilancia del fenómeno.

## Fractura de las arañas
Respecto a la geología, se asienta sobre molasas excepto en el estribo de gravedad en el que existen limos, conglomerados y tobas totalmente permeables. Aparecen fracturas con gran importancia denominadas fracturas de las arañas, desconociendo si éstas eran por deslizamiento o por disolución, surgiendo un plano denominado Patín, posteriormente Ratín, habiéndose producido éste por un movimiento sísmico. 
Finalmente se determinó que se debió a un deslizamiento de tracción buzando unos 20º. La necesidad de sellar la fractura para evitar que cediera la cimentación, trajo consigo que se optara por limpiar las fracturas de arcilla, con una máquina que lanzaba agua a 600atm y que se introducía por las galerías, para posteriormente recubrir con mortero, siempre realizándolo por bataches. Entre cada dos fracturas se hacía una galería. 
El relleno de las fracturas permitió dar continuidad al macizo y evitar el paso del agua, aunque muchas de estas fracturas no se pudieron limpiar, debido a que el material existente era calizo. La apertura al nivel que nos encontramos es similar a la que existe en coronación, esta fractura se ha producido por desplazamiento de toda la masa de roca, gracias al plano Ratin. Las formas de la propia fractura, (concavidades y convexidades) indican que ha sido por tracción.